# Steps (canção de Taemin)
Steps (em coreano:  "발걸음"; também conhecida como Footsteps) é uma canção interpretada pelo cantor sul-coreano Taemin. A canção faz parte da trilha sonora da série de televisão sul-coreana Prime Minister and I, protagonizada por sua companheira de gravadora Yoona. Foi lançada como single digital em 7 de janeiro de 2014.

## Lista de faixas
| N.º | Título                          | Duração |  |
| 1.  | "발걸음 (Steps)"                | 3:37    |  |
| 2.  | "발걸음 (Steps)" (Instrumental) | 3:37    |  |

## Desempenho nas paradas
| Gráfico                    | Melhores posições |
| -------------------------- | ----------------- |
| Gaon Weekly Singles Chart  | 37                |
| Gaon Monthly Singles Chart | 123               |